# Gyldenløves Bastion
Gyldenløves Bastion var en bastion i Københavns Vestervold mellem Schacks Bastion og Vesterport i nord og Holcks Bastion i syd. Den blev anlagt 1667-70 ved det lige voldstykke mellem Det Halve Bolværk, den halve bastion ved Vandkunsten og Vesterport efter de hårdeste stridigheder under Københavns belejring (1658-1660), og blev da udbygget til en hel bastion. I 1671 blev den opkaldt efter Christian IV's uægte søn Ulrik Christian Gyldenløve (1630-58). Da voldene havde mistet deres militære værdi med udviklingen af langtrækkende kanoner, og da København var ved at vokse ud over voldene, blev det i 1850'erne besluttet at sløjfe dem. Byportene faldt i 1857 og cirka 15 år efter forsvandt voldene. Gyldenløves Bastion blev sløjfet i 1886-87, da området blev udlagt til hovedpavillonen for Den Nordiske Industri-, Landbrugs- og Kunstudstilling i Kjøbenhavn 1888. Bastionen lå der hvor Københavns Rådhus ligger i dag og 1887 kom Tivoli i besiddelse af den yderste spids af Gyldenløves Bastion, der endnu kan spores i Tivolisøen ud for legepladsen. 

## Reference
55°40′32″N 12°34′11″Ø / 55.67556°N 12.56972°Ø